# Montagnea
Montagnea Fr. (montagniówka) – rodzaj grzybów z rodziny pieczarkowatych (Agaricaceae).

## Systematyka i nazewnictwo
Pozycja w klasyfikacji według Index Fungorum: Agaricaceae, Agaricales, Agaricomycetidae, Agaricomycetes, Agaricomycotina, Basidiomycota, Fungi.
Takson utworzył Elias Fries w 1836 roku. Synonim naukowy: Montagnites Fr. Wanda Rudnicka-Jezierska nadała rodzajowi polską nazwę montagniówka, w 2003 r. Władysław Wojewoda zmienił ją na czernidłaczek. W 2025 r. Komisja ds. Polskiego Nazewnictwa Grzybów Polskiego Towarzystwa Mykologicznego zarekomendowała jednak nazwę czernidłaczek dla rodzaju Coprinellus.
Gatunki:
- Montagnea arenaria (DC.) Zeller 1943 – montagniówka piaskowa
- Montagnea argentina (Speg.) Singer 1969
- Montagnea candollei (Fr.) Fr. 1854
- Montagnea haussknechtii Rabenh. 1870[5]
- Montagnea psamathonophila (Speg.) Raithelh. 1990
- Montagnea radiosa (Pall.) Šebek 1954
- Montagnea schuppii (Rick) Voto 2019
- Montagnea tenuis (Pat.) Teng 1964

Nazwy naukowe na podstawie Index Fungorum. Nazwę montagniówka piaskowa  Montagnea arenaria podała Wanda Rudnicka-Jezierska, która opisała ten gatunek w 1991 r. Władysław Wojewoda w 2003 r. zaproponował nazwę czernidłaczek piaskowy, ale dla Montagnea radiosa, który synonimizował z M. arenaria. Według Index Fungorum są to jednak odrębne gatunki.